# Рікардо Госс
Рікардо Госс (англ. Ricardo Goss, нар. 2 квітня 1994, Дурбан) — південноафриканський футболіст, воротар клубу «Мамелоді Сандаунз», який грає в оренді в клубі «Суперспорт Юнайтед», та національної збірної ПАР.

## Клубна кар'єра
Рікардо Госс народився 1994 року в місті Дурбан, та є вихованцем футбольної школи клубу «Голден Ерроуз». У 2013 році футболіст дебютував в основній команді того ж клубу, в якій грав до 2017 року, взявши участь у 2 матчах чемпіонату. У 2017 році воротар перейшов до клубу «Роял АМ», а з 2018 до 2020 року грав у складі клубу «Бідвест Вітс». У 2020 році Госс перейшов до клубу «Мамелоді Сандаунз», а з 2022 року грає в оренді в клубі «Суперспорт Юнайтед».

## Виступи за збірні
У 2015 року Рікардо Госс провів 1 матч у складі молодіжної збірної ПАР, у якому пропустив 3 голи.
У 2020 році Госс дебютував в офіційних матчах у складі національної збірної ПАР. У складі збірної був учасником Кубка африканських націй 2023 року у Кот-д'Івуарі. Станом на початок 2025 року зіграв у складі збірної 3 матчі, в яких пропустив 2 голи.